# Janina Dłuska
Janina Dłuska (née en 1899 à Koursk et décédée le 8 juin 1932 à Vilnius) était une artiste polonaise peintre, designer et décoratrice.

## Biographie
Elle est diplômée du lycée de Cracovie, où elle a également participé à des cours de peinture à Baraniecki, puis a obtenu un diplôme de peintre de l'Académie des beaux-arts de Moscou. Après que la Pologne ait retrouvé son indépendance, elle est retournée dans le pays en 1919 et a servi comme infirmière dans la Légion volontaire des femmes (Ochotnicza Legia Kobiet). Après la guerre, elle occupe un poste de professeur de dessin. Elle est remarquée par ses œuvres et son parcours lors d'un séminaire d'enseignantes à Lublin. En 1922, elle se rend à Munich où elle a étudié à l'Académie des Beaux-Arts pendant trois ans, puis à Paris. Elle s'est spécialisée dans l'aquarelle de portrait. Au cours de sa carrière, elle a travaillé pour des magazines tels que Vogue ou Dame Dame.

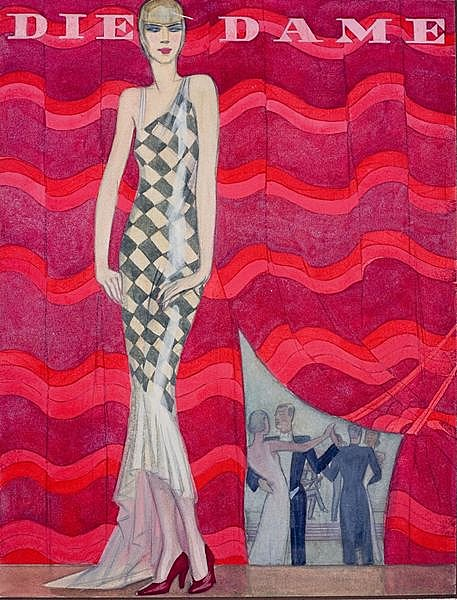
Couverture pour le magazine Dame Dame de Janina Dłuska, années 1920

En 1931, elle retourne à Vilnius et s'y installe. Elle s’intéresse à l’aviation et s'inscrit alors à l’aéroclub de Vilnius où elle entreprend une formation de pilotage théorique. Janina Dłuska devait commencer une formation pratique, mais, le 8 juin 1932, elle mourut dans un accident d'avion à Porubanek.
En 1954, Maria Dłuska a fait don d'une partie du patrimoine artistique de sa sœur au Musée national.